# Våra första amerikafarare
Våra första amerikafarare är K-G Olins bokdebut från 1988. Boken handlar om de första finländska emigraterna till Amerika som anlände till kolonin Nya Sverige i mitten av 1600-talet. 
Det finländska inslaget bland nybyggarna var stort, de bör enligt Olin ha varit i majoritet. Våra första amerikafarare behandlar bland andra Sven Skute från Kronoby, militär och viceguvernör över Nya Sverige, Peter Hollander Ridder uppvuxen i Ekenäs och Nya Sveriges tredje guvernör, Johan Printz tidigare bosatt i Korsholm och Nya Sveriges fjärde guvernör.
Bokens utgivning föregicks av resande i trakterna för den svenska kolonin och av omfattande forskning i mikrofilmslager, arkiv och museer i bland andra Pedersöre, Stockholm och Philadelphia. Boken bygger på en artikelserie Olin skrev för Jakobstads Tidning i samband med 350-årsminnet av kolonialäventyret.
K-G Olins bok Amerikafararna - Tillbaka till Nya Sverige från 2006 fortsätter på temat Nya Sverige.

## Mottagande
Vasabladets recensent Max H Furu poängterade att journalisten Olin lyckats plocka fram det intressanta och med en flytande språkdräkt ge liv åt skildringen av förhållandena i Nya Sverige.